# Виноградов, Илья Васильевич
Илья Васильевич Виноградов (20 июня [3 июля] 1906, Нижний Авзян — 15 февраля 1978, Москва) — советский военачальник, генерал-лейтенант (19.02.1968).

## Биография
Родился 20 июня 1906 года в поселке Нижний Авзян в семье рабочих. Русский. В 1915 году окончил церковно-приходскую школу. С 1915 года после окончания церковно-приходской школы работал чернорабочим, учеником токаря на заводе в пос. Нижний Авзян. С ноября 1917 года Виноградов — красногвардеец заводского отряда пос. Нижний Авзян.

### Военная служба

#### Гражданская война
В марте 1918 года добровольцем вступил в Красную Армию. С марта 1918 года — красноармеец, командир отделения 209-го Витебского стрелкового полка 24-й стрелковой дивизии, на первую половину 1919 года — первый номер 4-го пулемёта того же полка и дивизии. В данном качестве отличился 9 апреля 1919 года в боях на территории современной Сумской области Украины, за что впоследствии был удостоен ордена Красного Знамени. Подробности его подвига содержит приказ по полку № 173/оп от 13 апреля 1919 года: «При выходе из окружения белых 9 апреля с.г. 209-й Витебский полк с частями 214-го Симбирского полка отходил через деревню Куяново. У деревни Куяново части были окружены конницей белых. Для отхода частей был один путь по гати с мостом через ручей, который перейти вброд было невозможно из-за полноводья со снегом. Для защиты гати с мостом были выставлены пулемёты с задачей защищать мост до прохода через мост всех наших частей. При неоднократном налёте конницы белых весь расчёт 4-го пулемёта был выведен из строя. Несмотря на тяжёлое ранение первого номера 4-го пулемёта, он остался у пулемёта и до окончания прохода всех наших частей защищал мост». С ноября 1920 года — помощник командира, с мая 1921 года — командир взвода 8-го Туркестанского полка 8-й Туркестанской кавалерийской бригады. Воевал на Восточном и Туркестанском фронтах, был трижды ранен (в 1919, 1921, 1923 гг.).

#### Межвоенный период
С октября 1924 года — помощник командира взвода, с июня 1925 года — начальник команды полковых разведчиков 98-го Самарского стрелкового полка 33-й стрелковой дивизии Белорусского ВО, с ноября 1926 года — на учёбе на кавалерийском отделении Объединенной военной школы. Член ВКП(б) с 1926 года. С сентября 1929 года, после окончания военной школы, командир взвода, с мая 1931 года — командир пулеметного эскадрона, с октября — помощник начальника штаба 8-го кавалерийского полка, с марта 1932 года — 7-го кавалерийского полка, с февраля 1933 года — начальник разведывательного отделения штаба 2-й кавалерийской дивизии Украинского ВО. С мая 1933 года на учёбе на основном факультете Военной академии им. М. В. Фрунзе.
С ноября 1936 года, после окончания академии, начальник 2-й (разведывательной) части штаба 15-й кавалерийской дивизии Забайкальского ВО, с апреля 1937 года — 4-й кавалерийской дивизии Белорусского ВО. С августа 1937 года начальник 1-го отделения, с мая 1938 года — полковник Виноградов — начальник Разведывательного Отдела штаба, Белорусского ВО. В 1938 году Виноградов награждён орденом Красного Знамени и медалью «XX лет РККА». С октября 1938 года Виноградов на учёбе в Академии Генерального штаба (с перерывами). Участник советско-финляндской войны 1939—1940 гг., начальник, штаба особого стрелкового корпуса 9-й армии Ленинградского ВО (декабрь 1939 г. — февраль 1940 г.), награждён орденом Красной Звезды. С июля 1940 года, после окончания Академии Генерального штаба, в распоряжении, с августа — начальник 7-го (приграничная разведка), с июня 1941 года — 1-го (приграничная разведка) отдела РУ ГШ Красной Армии.

#### Великая Отечественная война
С началом войны до ноября 1941 года — в той же должности. С ноября 1941 года по январь 1942 года и с февраля по июнь 1942 года — начальник РО штаба Юго-Западного фронта и войск Юго-Западного направления. Одновременно в мае — июне 1942 года начальник РО Украинского штаба партизанского движения при Военном Совете фронта. Участвовал в подготовке и проведении Елецкой операции и Барвенково-Лозовской операции.

Вспоминая подготовку к Барвенково-Лозовской операции, маршал Баграмян отмечал:
«…мы внимательно изучали данные о силах, средствах и группировках противника, о характере инженерного оборудования его обороны. Наша разведка всех видов, особенно агентурная, связанная с партизанскими отрядами, а также информация, полученная из центра, позволяли установить, что перед войсками Юго-Западного фронта фашистское командование держит свыше десяти пехотных дивизий… Основные же силы группы армий „Юг“ продолжали оставаться против Южного фронта…
Поступающие к нам разрозненные материалы мы „просеивали“, анализировали, обобщали. В итоге создавались карты, густо покрытые условными знаками, таблицы и диаграммы.
…В разработке плана наступления мне помогали генерал-майор Л. В. Ветошников, возглавлявший оперативный отдел, начальник разведки полковник И. В. Виноградов…
…Наша разведка хорошо потрудилась для выявления обстановки в стане врага. Кроме того, наши действия в ходе Барвенковской операции принесли нам также вполне достоверные и обширные данные о состоянии обороны противника».
— Баграмян И. X. Так шли мы к победе. — К.: Политиздат Украины, 1988. С. 5—7, 58—59
С июля по сентябрь 1942 года — начальник РО штаба Сталинградского фронта. Участвовал в оборонительных боях по рубежу реки Дон, в начальном периоде Сталинградской битвы. В сентябре — ноябре 1942 года (реально до января 1943 г.) начальник РО штаба Донского фронта. Участвовал в оборонительных и наступательных боях войск фронта севернее Сталинграда, в контрнаступлении под Сталинградом, в подготовке и проведении операции «Кольцо» по окружению и уничтожению противника в Сталинграде.

Маршал Советского Союза Рокоссовский в своих мемуарах отмечал:
«Поскольку Ставка определила нам срок вручения ультиматума противнику за два дня до начала наступления, мы решили это сделать утром 8 января. Провести ответственную процедуру было поручено разведуправлению фронта, которое возглавлял хороший работник и замечательный товарищ — генерал И. В, Виноградов… Сопровождать наших посланцев, находясь на удалении и не обнаруживая себя противнику, взялся сам Виноградов».
— Рокоссовский К. К. Солдатский долг. — 5-е: изд. — М.: Воениздат, 1988
Постановлением СНК СССР от 17 ноября 1942 года Виноградову было присвоено воинское звание «генерал-майор». За образцовое выполнение задании командования в этих боях был награждён орденом Красного Знамени.
С июня по октябрь 1943 года заместитель начальника штаба фронта по разведке — начальник РО штаба Воронежского фронта. Участвовал в планировании, подготовке и проведении Белгородско-Харьковской операции и битве за Днепр. За образцовое выполнение заданий командования в этих операциях Виноградов был награждён орденом Отечественной войны 1-й степени.
С октября 1943 года по апрель 1944 года заместитель начальника штаба фронта по разведке — начальник РО штаба 1-го Украинского фронта. Участвовал в планировании и проведении Киевской стратегической наступательной и оборонительной операций, Житомирско-Бердичевской, Корсунь-Шевченковской, Ровно-Луцкой, Проскуровско-Черновицкой операций. За образцовое выполнение заданий командования в этих операциях Виноградов был награждён орденом Красного Знамени.
С апреля 1944 года и до окончания войны Виноградов — заместитель начальника штаба фронта по разведке — начальник РО штаба 2-го Белорусского фронта. Участвовал в планировании, подготовке и проведении Белорусской стратегической операции, Могилевской операции, Минской операции, Белостокской операции, Восточно-Прусской стратегической операции, Млавско-Эльбингской операции, Восточно-Померанской стратегической операции, Берлинской стратегической операции. За образцовое выполнение заданий командования в этих операциях Виноградов был награждён орденами Богдана Хмельницкого 1-й степени, Суворова 2-й степени.
Во время войны работал под непосредственным руководством И. Х. Баграмяна, Н. Ф. Ватутина, В. Н. Гордова, А. И. Ерёменко, Г. К. Жукова, Г. Ф. Захарова, М. С. Малинина, И. Е. Петрова, К. К. Рокоссовского, С. К. Тимошенко и других видных военачальников.

#### Послевоенное время
После войны с августа 1945 года Виноградов — начальник РУ штаба Северной группы войск, с февраля 1950 года — начальник РУ штаба Группы советских войск в Германий, с февраля 1952 года — в распоряжении ГРУ ГШ. С апреля 1952 года — начальник кафедры войсковой разведки, с апреля 1953 года — начальник разведывательного факультета Военной академии им. М. В. Фрунзе. С ноября 1954 года — в распоряжении ГРУ ГШ.
С января 1955 года по сентябрь 1957 года — военный атташе при Посольстве СССР в Финляндии, в марте 1958 года — июле 1960 года — начальник РУ Главного штаба Сухопутных войск. С июля 1960 года — в распоряжении, с сентября — заместитель начальника управления резерва ГРУ ГШ. С декабря 1960 года по январь 1963 года — военный атташе при Посольстве СССР в Румынии. С января 1963 года — в распоряжении, с июня — заместитель начальника управления резерва ГРУ ГШ, с августа — начальник 3-го факультета Военно-дипломатической академии Советской Армии. В сентябре 1967 года — июле 1975 года военный, военно-воздушный и военно-морской атташе при Посольстве СССР в ГДР. Постановлением Совета Министров СССР от 19 февраля 1968 года Виноградову было присвоено воинское звание «генерал-лейтенант». С июля 1975 года в распоряжении ГРУ ГШ, с сентября — консультант Военно-дипломатической академии Советской Армии. 30 июля 1976 года первым в СССР был награждён орденом «За службу Родине в Вооружённых Силах СССР» II степени.
В 1967 году был военным консультантом трёхсерийного телефильма «Майор Вихрь» («Мосфильм»), снятого по известному одноимённому роману о разведчиках Юлиана Семёнова.
15 февраля 1978 года исключен из списков офицерского состава Вооруженных сил в связи со смертью.
Похоронен в Москве на Кунцевском кладбище.

## Награды
СССР
- орден Ленина (21 февраля 1945)[3]
- орден Октябрьской Революции (1968)
- пять орденов Красного Знамени (1938[4], 10 января 1943[5], 10 января 1944[6], 3 ноября 1944[3], 24 июня 1948[3])
- орден Богдана Хмельницкого I степени (10 апреля 1945)[4]
- орден Суворова II степени (29 мая 1945[7] или 31 мая 1945) — за умелое и мужественное руководство боевыми операциями и за достигнутые в результате этих операций успехи в боях с немецко-фашистскими захватчиками[8]
- два ордена Отечественной войны I степени (17 мая 1943[4], 27 августа 1943[9])
- орден Красной Звезды (1940)[4]
- орден «За службу Родине в Вооружённых Силах СССР» II степени № 1 (30 июля 1976)
- орден «За службу Родине в Вооружённых Силах СССР» III степени (30 апреля 1975)
- медали, в том числе:
  - «XX лет Рабоче-Крестьянской Красной Армии» (1938)[4]
  - «За оборону Москвы»[4]
  - «За оборону Сталинграда»[4]
  - «За победу над Германией в Великой Отечественной войне 1941—1945 гг.»
  - «За взятие Кёнигсберга»
  - «За освобождение Варшавы»
  - «Ветеран Вооружённых Сил СССР»

Других государств
- Рыцарский крест ордена Virtuti Militari (ПНР)
- орден «Крест Грюнвальда» III степени (ПНР)
- медаль «За Варшаву 1939—1945» (ПНР)
- медаль «За Одру, Нису и Балтику» (ПНР)
- медаль «Победы и Свободы» (ПНР)
- орден «За заслуги перед Отечеством» (ГДР)
- медаль «За спасение жизни»[нем.] (ГДР) — за спасение немецкого мальчика, провалившегося на реке Шпрея в разводье во время внезапно начавшегося ледохода.

## Труды
- Виноградов И. В., Патрикеев С. И., Бакаленко В. С. Разведка в тылу противника. — М.: Военное изд-во МО СССР, 1959.